# Monte (desszert)

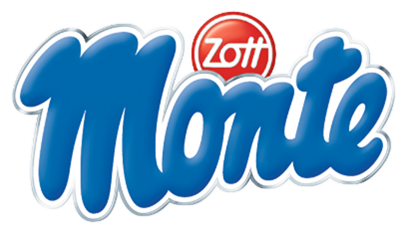
Monte Logo

A Monte a tejből készült finomságok gyártójának, a Zott tejkrémdesszertjeinek a márkaneve. Ez egy desszert, mely tejből, csokoládéból és mogyoróból készül. A Monte reklámokban megjelenik a csupa tej csoki csoda szlogen. A Monte világszerte a Zott egyik leghíresebb márkája és több mint 40 országban kapható. A Monte desszert tejkrém, mogyoró és csokoládé kombinációja. A Monte termékkínálat országonként változik. 

Termékek

| Összetevők & tápértékek *2015 június | Monte 160 g-os kiszerelés |
| ------------------------------------ | ------------------------- |
| Energia                              | 813 kJ (195 kcal)         |
| Zsír amelyből telített zsírsavak     | 13,3 g 8,6 g              |
| Szénhidrát amelyből cukrok           | 15,9 g 13,7 g             |
| Fehérje                              | 2,8 g                     |
| Só                                   | 0,13 g                    |
| Calcium                              | 120 mg                    |
| Vitamin A                            | 120 µg                    |

## Termékkínálat
| Original          | Kétkamrás kiszerelés   | Plus                           | 2Go         |
| ----------------- | ---------------------- | ------------------------------ | ----------- |
| Monte 4x55g       | Monte Butter Biscuits  | Monte plus karamell szósszal   | Monte Drink |
| Monte 6x55g       | Monte Cappuccino-Balls | Monte plus csokoládé szósszal  | Monte Snack |
| Monte Maxi 4x100g | Monte Crunchy          | Monte plus cappuccino szósszal |             |
| Monte 160g        | Monte Cherry           |                                |             |

## Történet
A Monte-t Németországban mutatták be először 1996. április 1-jén. Az ezt követő években (1997-2001) a Zott további országokban vezette be a Monte-t: Csehország, Ausztria, Oroszország, Belgium, Szlovénia, Szlovákia, Bosznia, Horvátország, Lengyelország, Észtország, Lettország, Litvánia, Málta, Macedónia és Koszovó. Mára a Monte több, mint 40 országban elérhető.

### Mérföldkövek
- 2007 Monte promóció a csomagolásokon tetoválásokkal a Shrek 3 film karaktereivel.
- 2008 a Monte 6x55g és 4x100g kiszerelések bevezetésének éve.
- 2012 megjelenik a Monte "weniger süß" változat.
- 2013 új, kétkamrás termékekkel bővül a kínálat: már akár gabonakeverékkel vagy meggyes öntettel is.
- 2014 a Monte portfólió új tagja a Monte plus. A Zott különböző ízű (karamell, csokoládé vagy cappuccino) szószokat adott a klasszikus Monte-hoz. Továbbá ebben az évben lát napvilágot a Monte Snack. Egy snack, mely két piskótaszelet tejes és csokoládés-mogyorós krémmel töltve.
- 2015 új ízekkel bővül a kétkamrás Monte termékek választéka (Choco-Flakes, Choco-Balls, Cacao-Cookies és Waffle-Sticks).

## Díjak
- 2014: a Monte a Lebensmittel Zeitung.[1] Top Brand díjazottjai között

## Reklámmegjelenések
2010-ben a cég a német kapust René Adlert és testvérét Rico-t választotta a Monte márka számos reklámmegjelenéséhez. 2013-tól megváltozott a Zott Monte márka “nagykövete”. Ettől az évtől a világbajnok szörföző Philip Köster és testvére Kyra reklámozza a Monte-t. 2013-ban Lengyelországban a Monte Cherry-t és Monte Crunchy-t a lengyel röplabdázó sztár Bartosz Kurek mutatta be. Ez volt a második alkalom, hogy Bartosz Zott Monte reklámban szerepelt. Magyarországon Vastag Csaba, magyar előadóművész 2013 óta a Zott Monte márka arca.

## Weboldalak
- Monte
- Zott